# 도미노 (2005년 영화)
《도미노》(영어: Domino)는 2005년 개봉한 액션, 범죄 영화로, 토니 스콧이 감독을 맡았다.

## 출연진
- 키이라 나이틀리 - 도미노 하비
  - 태비사 브라운스톤 - 도미노(8세)
- 미키 루크 - 에드 모즈비
- 에드가르 라미레스 - 초코
- 리즈 아바시 - 알프
- 델로이 린도 - 클레어몬트 윌리엄스 3세
- 모니크 - 러티샤 로드리게스
- 대브니 콜먼 - 드레이크 비숍
- 루시 류 - 태린 밀스
- 메이시 그레이 - 러섄드라 데이비스
- 재클린 비셋 - 소피 윈
- 크리스토퍼 워컨 - 마크 하이스
- 미나 수바리 - 키미
- 스탠리 캐멀 - 앤서니 칠리우티
- 켈 오닐 - 프랜시스
- 피터 제이컵슨 - 버크 베켓
- 데일 디키 - 에드나 펜더
- 루 템플 - 로커스 펜더
- 프레드 콜러 - 처키
- 찰스 파라벤티 - 하우이 스타인
- T. K. 카터 - 레스터 킨케이드
- 애슐리 모니크 클라크 - 키키 로드리게스
- 조지프 누네스 - 라울 차베스
- 톰 웨이츠 - 떠돌이